# Pływanie na Mistrzostwach Świata w Pływaniu 2013 – 4 × 100 m stylem dowolnym kobiet
4 x 100 m stylem dowolnym kobiet – jedna z konkurencji rozgrywanych podczas Mistrzostw Świata w Pływaniu 2013. Eliminacje i finał odbyły się 28 lipca w Palau Sant Jordi w Barcelonie.
Złoty medal zdobyła reprezentacja Stanów Zjednoczonych. Srebro wywalczyły Australijki. Trzecia była reprezentacja Holandii. Medale otrzymały zawodniczki startujące zarówno w finale jak i w eliminacjach.

## Rekordy
Przed zawodami rekordy świata i mistrzostw wyglądały następująco:
| Rekord                   | Reprezentacja | Czas    | Miejsce | Data          |
| ------------------------ | --- | ------- | ------- | ------------- |
| Rekord świata            | Holandia · Inge Dekker (53,61) · Ranomi Kromowidjojo (52,30) · Femke Heemskerk (53,03) · Marleen Veldhuis (52,78) | 3:31,72 | Rzym    | 26 lipca 2009 |
| Rekord mistrzostw świata | Holandia · Inge Dekker (53,61) · Ranomi Kromowidjojo (52,30) · Femke Heemskerk (53,03) · Marleen Veldhuis (52,78) | 3:31,72 | Rzym    | 26 lipca 2009 |

## Wyniki

### Eliminacje
Eliminacje odbyły się 28 lipca o 12:11.
| Miejsce | Wyścig | Tor | Zawodniczka                                                                                                  | Państwo           | Czas    | Uwagi |
| ------- | ------ | --- | --- | ----------------- | ------- | ----- |
| 1.      | 2      | 5   | Simone Manuel (54,23) Natalie Coughlin (54,09) Elizabeth Pelton (54,66) Megan Romano (53,24)                 | Stany Zjednoczone | 3:36,22 | Q     |
| 2.      | 2      | 4   | Bronte Campbell (54,57) Emma McKeon (53,71) Brittany Elmslie (53,97) Emily Seebohm (54,21)                   | Australia         | 3:36,46 | Q     |
| 3.      | 1      | 6   | Victoria Poon (54,56) Sandrine Mainville (54,04) Chantal van Landeghem (53,93) Samantha Cheverton (55,50)    | Kanada            | 3:38,03 | Q,    |
| 4.      | 1      | 3   | Michelle Coleman (54,50) Louise Hansson (55,08) Sarah Sjöström (53,13) Nathalie Lindborg (55,36)             | Szwecja           | 3:38,07 | Q     |
| 5.      | 2      | 6   | Wieronika Popowa (54,58) Wiktorija Andriejewa (54,74) Marija Bakłakowa (54,27) Margarita Niestierowa (54,73) | Rosja             | 3:38,32 | Q     |
| 6.      | 1      | 4   | Inge Dekker (54,91) Femke Heemskerk (53,64) Esmee Vermeulen (55,22) Elise Bouwens (54,64)                    | Holandia          | 3:38,41 | Q     |
| 7.      | 1      | 2   | Dorothea Brandt (55,36) Britta Steffen (53,63) Daniela Schreiber (54,95) Alexandra Wenk (55,25)              | Niemcy            | 3:39,19 | Q     |
| 8.      | 2      | 3   | Haruka Ueda (55,39) Misaki Yamaguchi (54,51) Miki Uchida (54,85) Yayoi Matsumoto (54,49)                     | Japonia           | 3:39,24 | Q     |
| 9.      | 1      | 5   | Qiu Yuhan (54,93) Pang Jiaying (54,93) Wang Haibing (54,99) Chen Xinyi (54,44)                               | Chiny             | 3:39,29 |       |
| 10.     | 2      | 2   | Alice Mizzau (55,57) Federica Pellegrini (53,98) Silvia Di Pietro (55,12) Erika Ferraioli (54,83)            | Włochy            | 3:39,50 | NR    |
| 11.     | 2      | 1   | Larissa Oliveira (55,29) Daynara de Paula (55,36) Graciele Herrmann (55,23) Alessandra Marchioro (55,17)     | Brazylia          | 3:41,05 | SA    |
| 12.     | 1      | 7   | Marta Gonzaléz (56,39) Patricia Castro (55,34) Beatriz Gómez Cortés (55,99) Melanie Costa (54,36)            | Hiszpania         | 3:42,08 | NR    |
| 13.     | 2      | 8   | Ingvild Snildal (56,17) Susann Bjornsen (55,99) Monica Johannessen (56,43) Henriette Brekke (56,42)          | Norwegia          | 3:45,01 |       |
| 14.     | 2      | 7   | Quah Ting Wen (56,81) Amanda Lim (57,02) Mylene Ong (57,92) Lynette Lim (57,10)                              | Singapur          | 3:48,85 |       |
| 15.     | 1      | 8   | Hwang Seo-jin (57,18) Kim Go-eun (59,66) Han Na-kyeong (58,92) An Se-hyeon (59,91)                           | Korea Południowa  | 3:55,67 |       |
| 16 !    | 1      | 1   | | Meksyk            | 99,99 ! | DNS   |

Legenda: SA - rekord Ameryki Południowej, NR – rekord kraju, DNS - nie startowały

### Finał
Finał odbył się 28 lipca o 19:17.
| Miejsce | Tor | Zawodniczka                                                                                                  | Państwo           | Czas    | Uwagi |
| ------- | --- | --- | ----------------- | ------- | ----- |
| 1 !     | 4   | Missy Franklin (53,51) Natalie Coughlin (52,98) Shannon Vreeland (53,22) Megan Romano (52,60)                | Stany Zjednoczone | 3:32,31 | AM    |
| 2 !     | 5   | Cate Campbell (52,33) · Bronte Campbell (53,47) · Emma McKeon (53,19) · Alicia Coutts (53,44)                | Australia         | 3:32,43 | OC    |
| 3 !     | 7   | Elise Bouwens (55,68) Femke Heemskerk (52,86) Inge Dekker (54,58) Ranomi Kromowidjojo (52,65)                | Holandia          | 3:35,77 |       |
| 4.      | 6   | Michelle Coleman (53,91) Louise Hansson (54,27) Sarah Sjöström (52,95) Nathalie Lindborg (55,43)             | Szwecja           | 3:36,56 |       |
| 5.      | 3   | Victoria Poon (54,65) Sandrine Mainville (54,00) Chantal van Landeghem (53,57) Samantha Cheverton (54,87)    | Kanada            | 3:37,09 | NR    |
| 6.      | 2   | Wieronika Popowa (55,11) Wiktorija Andriejewa (54,62) Marija Bakłakowa (54,42) Margarita Niestierowa (54,30) | Rosja             | 3:38,45 |       |
| 7.      | 8   | Haruka Ueda (55,68) Misaki Yamaguchi (54,57) Miki Uchida (54,65) Yayoi Matsumoto (54,55)                     | Japonia           | 3:39,45 |       |
| 8.      | 1   | Dorothea Brandt (55,63) Britta Steffen (53,59) Alexandra Wenk (55,49) Daniela Schreiber (54,86)              | Niemcy            | 3:39,57 |       |

Legenda: AM – rekord Ameryki, OC - rekord Australii i Oceanii, NR - rekord kraju